# 大伴祖父麻呂
大伴 祖父麻呂（おおとも の おおじまろ）は、奈良時代の貴族。名は邑治麻呂とも記される。常道頭・大伴吹負の子。官位は従四位下・越前按察使。

## 経歴
霊亀2年（716年）従五位下に叙爵。養老4年（720年）式部少輔に任ぜられる。
元正朝末の養老7年（723年）に従五位上に昇叙されて以降、神亀3年（726年）正五位下、天平元年（729年）正五位上と聖武朝にかけて順調に昇進し、天平3年（731年）従四位下に至る。この頃、越前按察使兼越前守を務めている。

## 官歴
『続日本紀』による。
- 時期不詳：正六位上
- 霊亀2年（716年）正月5日：従五位下
- 養老4年（720年）10月9日：式部少輔
- 養老7年（723年）正月10日：従五位上
- 神亀3年（726年）正月21日：正五位下
- 天平元年（729年）8月5日：正五位上
- 天平3年（731年）正月27日：従四位下
- 時期不詳：越前按察使兼越前守[1]

## 系譜
- 父：大伴吹負[2]
- 母：不詳
- 生母不明の子女
  - 男子：大伴古慈斐[2]（695-777）